# 南方省 (塞拉利昂)
南方省是西非國家塞拉利昂的三個省之一，首府設於博城，下分4區，分別是博城區、邦特區、莫揚巴區和普傑洪區，面積19,694平方公里，2004年人口1,377,067。
8°00′N 12°15′W / 8.000°N 12.250°W